# Птуй
Птуй (словен. Ptuj, нем. Pettau) — город в Словении в регионе Подравска с населением 23 тысячи жителей.
Птуй является одним из старейших городов Словении. Первое письменное упоминание о городе относится к 69 году, когда Веспасиан был здесь избран своими легионами императором Рима.

## Города-побратимы
- Аранджеловац, Сербия
- Банска Штявница, Словакия (2002)
- Бургхаузен, Германия (2001)
- Охрид, Северная Македония (2006)
- Сен-Сир-сюр-Луар, Франция (1998)
- Вараждин, Хорватия (2004)

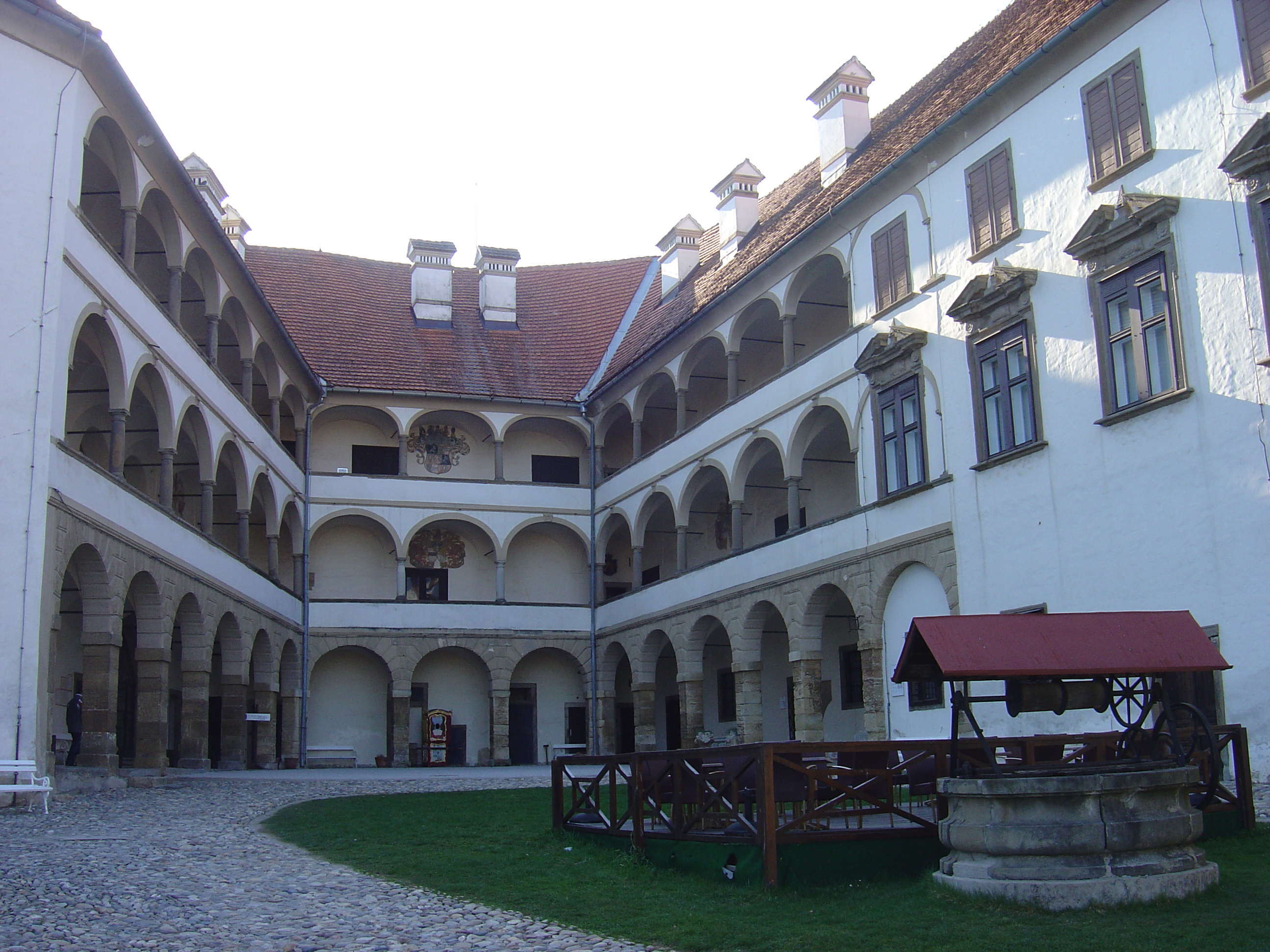
Замок
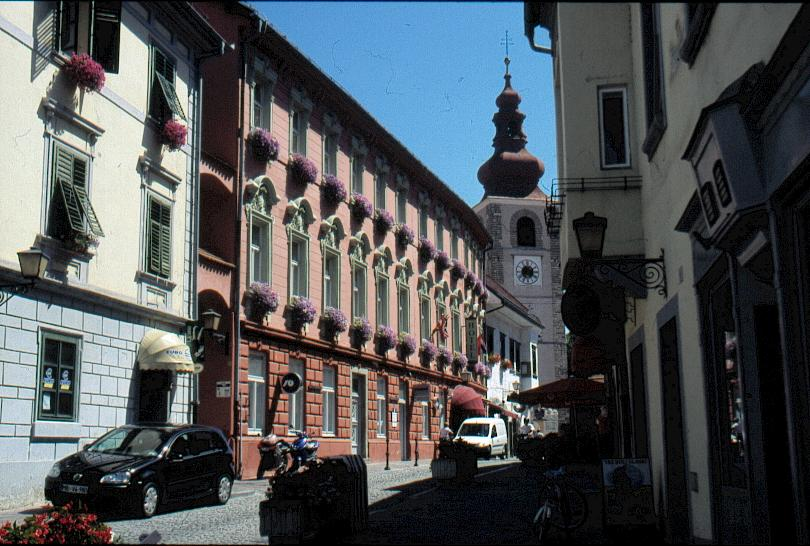
Улица в центре Птуя